# Vittorio Zucca
Giorgio Croci (Pula, 3 oktober 1895 - 30 juni 1943) was een Italiaans atleet. Hij nam deel aan de Olympische Zomerspelen van 1920.

## Belangrijkste resultaten

### Olympische Zomerspelen
| Jaar | Plaats    | Discipline | Onderdeel             | Resultaten                                                                          |
| ---- | --------- | ---------- | --------------------- | ----------------------------------------------------------------------------------- |
| 1920 | Antwerpen | Atletiek   | 100 m (m)             | eerste ronde: 1e (reeks 5) kwartfinales: 5e (reeks 2)                               |
| 1920 | Antwerpen | Atletiek   | 4x100 m estafette (m) | eerste ronde: DSQsamen met: Giorgio Croci Giovanni-Battista Orlandi Mario Riccoboni |
| 1924 | Parijs    | Atletiek   | 100 m (m)             | eerste ronde: 3e (reeks 16)                                                         |
| 1924 | Parijs    | Atletiek   | 4x100 m estafette (m) | eerste ronde: DSN                                                                   |

### Persoonlijke records
| Onderdeel | Tijd    | Jaar |
| --------- | ------- | ---- |
| 100 m     | 10,7 s. | 1922 |

- Bibliothèque nationale de France: cb16928146g (data)
- International Standard Name Identifier: 0000 0004 4245 5513
- Virtual International Authority File: 312567931